# アウェーゴール
アウェーゴールルール（英: Away Goals Rule）は、サッカーの2チーム間での対戦において、その優劣を決定する必要がある場合に多く採用されている勝敗決定方式の一つ。

## 概要
サッカー競技規則第10条の「2. 勝利チーム」において、「試合またはホームアンドアウェーの対戦が終了し、競技会規定として勝者を決定する必要がある場合」に採用が認められている3つの方式の1つ（残り2つはPK戦と前後半15分以内の延長戦）で、両チームの合計ゴール数が同じとなったとき、アウェーで得点したゴール数を2倍に計算することで試合の勝者を決定する方法である。競技規則上は1試合をどちらかのホームで実施した場合にも適用可能なルールであるが、ホーム・アンド・アウェー方式を採用した場合に採用されることが多い。
この計算を行った場合、アウェーでの得点を多く挙げたチームの方が必ず合計ゴールで上回ることから、（アウェー得点2倍の計算をせずに）単純にアウェーでのゴール数同士を比較して多い方を勝者とする大会規定も見られる。例えばJリーグYBCルヴァンカップの大会要項では、プレーオフステージおよびプライムステージにおける試合の勝敗の決定方法の2番目に「アウェイゴール数」と規定している。
延長戦が行われた場合に延長戦の得点にはアウェーゴールルールを適用しない場合が多いが、2014 FIFAワールドカップ・予選の大会規定 18.9節においては、"If both teams score the same number of goals in extra time, the visiting team is declared the winner on the basis of away goals counting double."（日本語：「もし両チームが延長戦で同数のゴールを挙げた場合についても、アウェーゴールを2倍とし、アウェーのチームを勝者とする」）と規定されており、延長戦の得点にもアウェーゴールルールが適用されていた。
ホーム・アンド・アウェーで総当たり戦を実施する場合にも、2チーム間の順位の優劣を判断するのにアウェーゴール数を順位の決定に用いる場合がある。
50年以上に渡って採用されている方式だが、欧州サッカー連盟 (UEFA) が主催する試合においては、2021-22シーズンからアウェーゴールルールを廃止することが2021年6月24日に発表されている。UEFA会長のアレクサンデル・チェフェリンは「アウェーチームに大きなアドバンテージとなる失点を恐れるあまりに特に1stレグのホームチームに対して攻撃を思いとどまらせている。このルールのインパクトは本来の目的 と逆行している」と述べ、アウェーゴールルールが採用された場合、1stレグのホームチームが守備的になるという戦術面の変化を指摘している。
アジアサッカー連盟 (AFC) が主催する試合においても、2023-24シーズンのAFCチャンピオンズリーグからホームアンドアウェーにおけるアウェーゴールルールを廃止し、2試合の合計点が同じ場合は直ちに延長戦とPK戦で決着する方式に変更されることが明らかにされている。また、日本プロサッカーリーグ（Jリーグ）のリーグカップ戦であるJリーグYBCルヴァンカップにおいても2023年大会からアウェーゴールルールを廃止することが決まった。

## 例

### 1勝1敗で総得点が同一の場合
| ロシア                                    | 2 – 1    | スロベニア              |
| ----------------------------------------- | -------- | ----------------------- |
| ディニャル・ビリャレトディノフ 40分, 52分 | レポート | ネイツ・ペチュニク 88分 |

| スロベニア                | 1 – 0    | ロシア |
| ------------------------- | -------- | ------ |
| ズラトコ・デディッチ 44分 | レポート |        |

- 総得点が2-2であるものの、アウェーゴールがスロベニア1点・ロシア0点のため、スロベニアが勝ち上がった。

### 2引き分けの場合
| バーレーン | 0 – 0    | サウジアラビア |
| ---------- | -------- | -------------- |
|            | レポート |                |

| サウジアラビア                                                    | 2 – 2    | バーレーン                                                        |
| ----------------------------------------------------------------- | -------- | ----------------------------------------------------------------- |
| - ナシル・アルシャムラニ 12分 - ハマド・アル＝モンタシャリ 90+1分 | レポート | - ジェイシー・ジョン 40分 - イスマイール・アブドゥラティフ 90+3分 |

- アウェーゴールがサウジアラビア0点、バーレーン2点のため、バーレーンが勝ち上がった。

### 延長戦に入る場合
第2戦が終わった時点で得失点差にもアウェーゴール数にも差がなかった場合、延長戦となる。延長戦での得点にもアウェーゴール方式を採用する場合、上述の通り、延長戦で1点以上点数が入っての引き分けであればアウェーチームの勝利となる（0点で引き分けであればPK戦を実施）。
| トッテナム                                                                     | 3 – 0    | インテル |
| ------------------------------------------------------------------------------ | -------- | -------- |
| - ガレス・ベイル 6分 - ギルフィ・シグルズソン 18分 - ヤン・フェルトンゲン 53分 | レポート |          |

| インテル | 4 – 1 (延長) | トッテナム                        |
| --- | ------------ | --------------------------------- |
| - アントニオ・カッサーノ 20分 - ロドリゴ・パラシオ 52分 - （ウィリアム・ギャラス） 75分 (o.g.) - リカルド・アルバレス 110分 | レポート     | - エマニュエル・アデバヨール 96分 |

- 2戦合計3-3、アウェーゴール0-0で延長戦に突入。延長戦1-1、アウェーゴール1-0でトッテナムが勝ち上がった。

| バイエル・レバークーゼン    | 1 – 0    | アトレティコ・マドリード |
| --------------------------- | -------- | ------------------------ |
| ハカン・チャルハノール 57分 | レポート |                          |

| アトレティコ・マドリード                                                                                               | 1 – 0 (延長) | バイエル・レバークーゼン                                                                                           |
| --- | ------------ | --- |
| マリオ・スアレス 27分                                                                                                  | レポート     | |
| PK戦 |              | |
| - ラウール・ガルシア - アントワーヌ・グリーズマン - マリオ・スアレス - ホルヘ・レスレクシオン - フェルナンド・トーレス | 3 - 2        | - ハカン・チャルハノール - ジモン・ロルフェス - エメル・トプラク - ゴンサロ・カストロ - シュテファン・キースリング |

- 2戦合計1-1、アウェーゴール0-0で延長戦に突入。延長戦が0-0となったため、アウェーゴールの差もなく、PK戦での決着となった。

### 特殊な例
対戦する2チームが同一の競技場を本拠地としていた場合など、2試合が厳密にホーム1試合・アウェー1試合という形で行われない場合においても、規定上アウェーゴールルールを適用しなければならない場合においては、どちらの試合をどちらのホームゲームとみなすかを決定した上で対戦する（ただしコパ・ド・ブラジルなど、「同一競技場を本拠地とするチーム同士の対戦においては、例外としてアウェーゴールルールを適用しない」と規定している大会もある）。
| ACミラン | 0 – 0    | インテル |
| -------- | -------- | -------- |
|          | レポート |          |

| インテル                      | 1 – 1    | ACミラン                          |
| ----------------------------- | -------- | --------------------------------- |
| オバフェミ・マルティンス 84分 | レポート | アンドリー・シェフチェンコ 45+1分 |

- 同一スタジアムを本拠地とする2チームがホーム・アンド・アウェー方式で対戦した例。レギュレーション上、第1戦をACミランの、第2戦をインテルの、それぞれホームゲームとして扱った結果、アウェーゴール1-0となりACミランが勝ち抜けとなった。

| バハマ | 1 – 1    | イギリス領ヴァージン諸島 |
| ------ | -------- | ------------------------ |
|        | レポート |                          |

| イギリス領ヴァージン諸島 | 2 – 2    | バハマ |
| ------------------------ | -------- | ------ |
|                          | レポート |        |

- 一方のチームのホームスタジアムでホーム・アンド・アウェーの2試合を実施した例。イギリス領ヴァージン諸島のスタジアムがFIFA規定外であったため、イギリス領ヴァージン諸島のホームゲーム（第2戦）もバハマで開催された。アウェーゴール2-1となり、バハマが勝ち上がった。なお、近年ではこのような場合は一方の試合を第三国で開催することが多く、極めて希な例となっている。

## 日本での適用
日本国内の大会としては、2006年Jリーグカップ（決勝戦を除く決勝トーナメント）と同年のJ1・J2入れ替え戦（2008年で終了）で採用され、ナビスコカップ決勝トーナメント準々決勝の川崎フロンターレ対浦和レッドダイヤモンズで初めて適用された。その内容は、川崎が第1戦をアウェーで3-4で負け、第2戦はホームで2-1で勝利し2戦1勝1敗となり合計得点も5-5となったため、アウェーでのゴール数(3-1)により川崎の準決勝進出となった。また、入れ替え戦でも採用初回で初適用となった（詳細は同記事参照）。日本女子サッカーリーグ（なでしこリーグ・チャレンジリーグ）の入替戦では、1部2部入れ替え戦、2部チャレンジリーグ入れ替え戦、チャレンジリーグ入替戦のいずれについてもアウェーゴール方式が採用されている。2012年から2016年まで実施されていたJ2・J3入れ替え戦（2013年までは「J2・JFL入れ替え戦」）および、2015年から2016年まで実施されていたJリーグチャンピオンシップでもアウェーゴール方式が採用されていた（2004年までのJリーグチャンピオンシップでは採用せず）。
一方、日本フットボールリーグ（JFL）・地域リーグ間の入れ替え戦では2006年以降もアウェーゴール制を採用しておらず、実際に2012年の入れ替え戦ではアウェーでのゴール数に差があったものの延長戦・PK戦を行っている（気候事情により2試合とも同会場であったものの、これはアウェーゴール制の不採用とは関係ない。詳細は当該記事参照）。2014年から2018年まで実施されたJFLチャンピオンシップでもアウェーゴール制は採用されていない（詳細は第16回日本フットボールリーグ#チャンピオンシップを参照）。
なお、日本のクラブチームがアウェーゴール決着を経験している例は、国際大会としてはそれ以前から存在しており、アジアスーパーカップ1998-99でジュビロ磐田がアル・イテハドを破った（ホーム1-0、アウェー1-2）例や、アジアカップウィナーズカップ2000-01準々決勝で名古屋グランパスエイトが大連実徳足球倶楽部に敗れた（アウェー0-0、ホーム1-1）例などがある。
日本代表チームが出場したサッカーの国際大会では、以下の試合でアウェーゴールルールが適用される可能性があったものの、いずれもアウェーゴールによらず決着がついている。
- 1986 FIFAワールドカップ・アジア予選最終予選（ホーム・アンド・アウェーでのノックアウトトーナメント）
- 2003 FIFA女子ワールドカップ・予選#大陸間プレーオフ（女子代表）
- 2007 FIFA女子ワールドカップ・予選#大陸間プレーオフ（女子代表）
- 2012年ロンドンオリンピックのサッカー競技・アジア予選2次予選（U-22代表）